# Leotia
Leotia es un género de hongos en la familia Leotiaceae. Las especies de Leotia poseen una distribución global, y se cree que son saprofitas. Suele denominárselas gelatinas debido a la textura gelatinosa de sus cuerpos fructíferos.

## Biología
Las especies de Leotia se caracterizan por sus ascocarpos globosos.  En la clase Leotiomycetes, las especies de Leotia poseen grandes cuerpos fructíferos; sus largos apotecios poseen una capa fértil de ascas que cubre la superficie superior del sombrero del hongo.
Leotia se encuentra muy relacionado con Microglossum, otro género caracterizado por sus ascocarpos globosos. Tradicionalmente las especies de Leotia se han caracterizado por tener su cuerpo fructífero un color vivo (tan in L. lubrica, verde oliva en L. atrovirens, y verde con un tronco amarillo en L. viscosa). Sin embargo, un estudio filogenético molecular determinó que el color es un pobre predictor de la afiliación de las especies, sugiriendo que es preciso realizar estudios adicionales para desarrollar nuevos conceptos predictivos de las especies.